# ذات الرئة الفصي

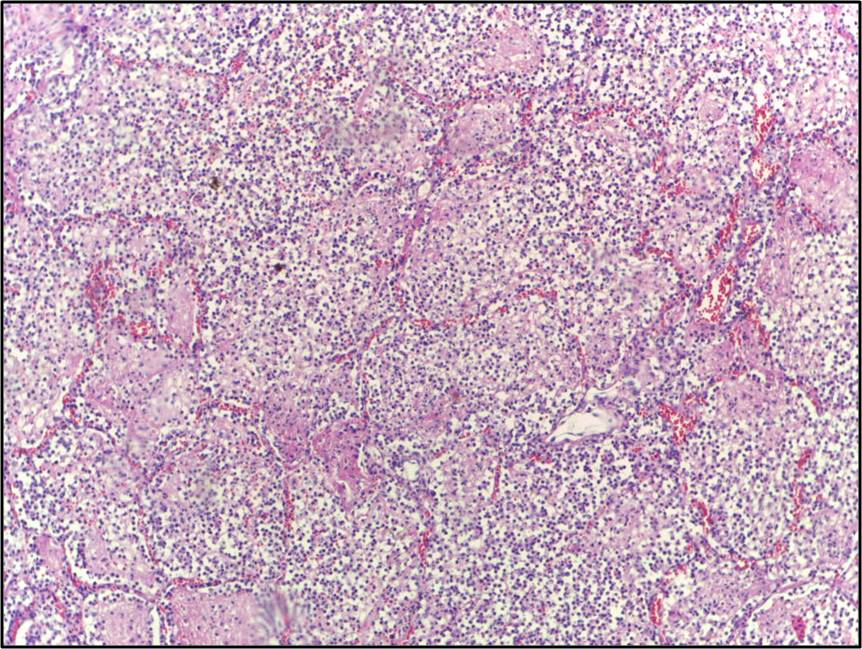
صورة مجهرية لإصابة بذات الرئة الفصي.

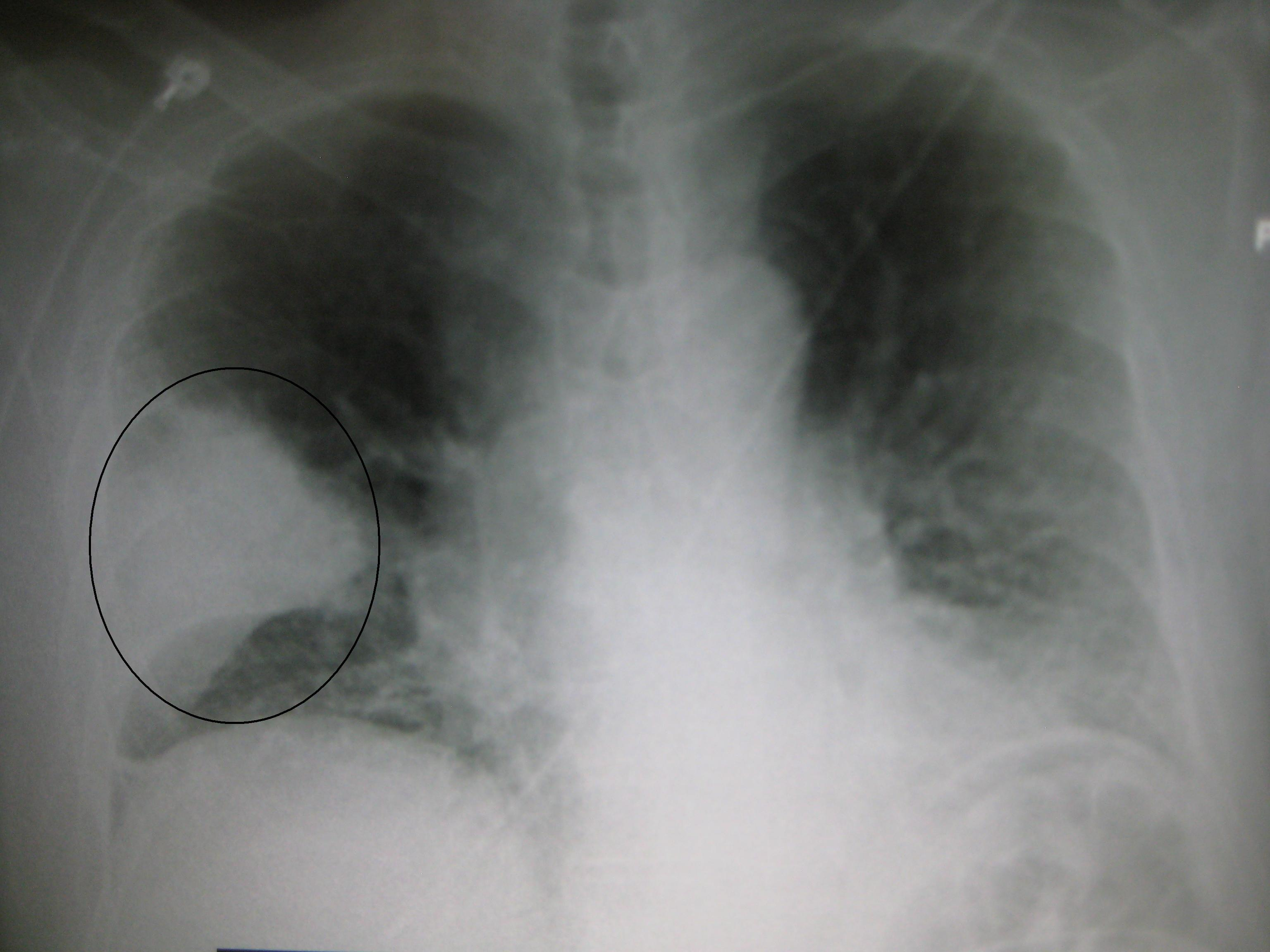
ذات الرئة الفصي في الفص الأوسط (لاحظ الحواف الحادة)

ذات الرئة الفصي (بالإنجليزية: Lobar pneumonia) هو أحد أنواع ذات الرئة ويصيب جزء كبيرا من فص في الرئة.
وهو أحد النوعين التصنيفييين التشريحيين لذات الرئة، النوع الثاني هو ذات الرئة القصبي.

## مراحل المرض
- احتقان الرئة في الساعات الأربع والعشرين الأولى
- تكبد أحمر واندماج
- تكبد رمادي أو سنجابي
- شفاء

## العوامل المسببة للمرض
من أبرز مسببات ذات الرئة الفصي:
- المكورة الرئوية
- المستدمية النزلية
- الموراكسيلا النزلية
- المتفطرة السلية

## أنظر أيضا
- تكبد الرئتين
- ذات الرئة متعدد الفصوص